# Рефлекс
Рефлексът е основна форма на нервната система. Той се проявява със започването или прекъсването на която и да е дейност на организма – например свиването или разширяването на кръвоносните съдове, съкращаването или отпускането на мускулите, секретирането или преустановяването на секрецията на жлезите и други. Посредством рефлексите организмът се адаптира към околната среда, което е основното изискване, за да не загине. 

## Видове рефлекси
Рефлексите са много разнообразни и се делят по своите функции. Според биологическото си значение са отбранителни, хранителни, полови, ориентировъчни и пространствени. В зависимост от положението на рецепторите, водещи до определен рефлексен акт, се делят на екстерорецептори, интерорецептори (при дразнение във вътрешните органи, ставите, скелетните мускули и т.н.). Класифицират се и в зависимост от това кои отдели на главния мозък са нужни за осъществяването им.
Кората на големите полукълба и подкоровите образувания, са висши отдели на централната нервна система при топлокръвните и човека. Те пораждат рефлекторни реакции, за сметка на които се осигуряват сложни взаимоотношения на организма с околната среда. Първи представи за рефлекторния характер на главния мозък дава Иван Сеченов (1863) в книгата си „Рефлекси на главния мозък“. Той изказва мисълта, че произволните движения и психическите процеси на човека и животните по своята природа са отразени (рефлекторни). Висшата нервна дейност е неврофизиологичната основа на поведението, включваща централни мозъчни механизми. Тя е присъща в една или друга степен на всички животни с развита нервна система. Във функционално отношение представлява смес на вродени (инстинктивни) и придобити (условнорефлекторни) механизми, които осигуряват най-добро приспособяване на животните към околната среда.
Безусловните рефлекси са вродени, предаващи се по наследство рефлекторни реакции. Например веднага след раждане телето започва да бозае. Te са видови рефлекси и са характерни за всички представители на дадения вид, могат да бъдат прости и сложни. Простите се проявяват при дразненето на определено рецепторно поле (рефлексогенна зона). Към сложните се отнасят инстинктите. Условни рефлекси – приспособяването на животните в процеса на адаптация към относително постоянните и периодично повтарящи се събития в околната среда е довело до изработване на форми на поведение. Заедно с това приспособяване към изменящите се, нестабилни условия на средата, у всяко поколение животни се формират динамични, изработени в онтогенезата придобити форми на поведение.